# Тайпинов, Семён Аскирович
Семён Аскирович Тайпинов (род. 22 декабря 1990, Горно-Алтайская АССР) — российский самбист, призёр чемпионата России по боевому самбо, чемпион Европы, мастер спорта России.

## Биография
В 10 лет семья переехала в Горно-Алтайск, где он стал учиться в республиканской национальной гимназии. Здесь же начал заниматься самбо. После окончания гимназии поступил в Сибирский государственный университет физической культуры и спорта. В 18 лет начал пробовать себя в боевом самбо.

## Спортивные достижения
- Чемпионат России по боевому самбо 2012 года — ;
- Чемпионат России по боевому самбо 2016 года — ;
- Кубок Основоположникам самбо 2023 года — ;